# Multiplexage

Principe du multiplexage

Le multiplexage est une technique inventée en 1891 par Émile Baudot qui consiste à faire passer plusieurs informations à travers un seul support de transmission. Elle permet de partager une même ressource entre plusieurs utilisateurs.
Il existe deux techniques principales de multiplexage : 
- temporelle
- fréquentielle (ou, ce qui revient au même, en longueur d'onde).

## Histoire
Le multiplexage est apparu et s'est développé avec la télégraphie. Il a notamment été utilisé par Émile Baudot pour permettre à plusieurs télégraphistes de communiquer simultanément sur une même ligne où l'information était envoyée plus vite que n'était effectuée la saisie des télégrammes.
Il a également été utilisé dans le Quadruplex telegraph (en).

## Principe
Les flux d'informations sont combinés dans un signal unique à l'aide d'un multiplexeur. 

### Multiplexage temporel
Répartition du temps d'utilisation de la totalité de la bande passante entre les différentes communications.
Dans le cas du multiplexage temporel, le multiplexeur fonctionne comme un commutateur, chaque signal est commuté à tour de rôle à grande fréquence, une synchronisation de fréquence et de phase étant assurée de part et d'autre pour que chaque signal soit restauré où et comme il le faut.
En acquisition numérique, il est utilisé notamment pour pouvoir utiliser un convertisseur analogique/numérique ou numérique/analogique avec plusieurs entrées et sorties en simultané.
Le multiplexage est également utilisé par les transmissions modernes en informatique (USB, IEEE 1394, SSA, Serial ATA ...) et dans la transmission de chaînes de télévision numérique (Bouquet numérique de télédiffusion, Télévision numérique terrestre).

### Multiplexage fréquentiel
Cette technique alloue des fractions de la bande passante à chaque communication.
Le multiplexage fréquentiel ne répartit pas les signaux dans le temps, mais dans un espace de fréquences. Bien que plus abstrait dans son principe, c'est lui qui a été inventé en premier (voir téléphone et Samuel Morse).
Il consiste à faire passer plusieurs informations en simultané en jouant sur la longueur d'onde de la lumière ou de l'onde radio émise. Il s'agit donc là aussi d'un multiplexage spatial. Plus simplement, on émet sur plusieurs bandes de fréquences, ou on envoie plusieurs couleurs simultanément sur un seul brin optique (WDM). Cela a notamment permis d'augmenter la capacité de transmission des fibres optiques sans surcoût très important.

### Multiplexage statistique
Le multiplexage statistique est fondé sur le multiplexage temporel, on n'attribue la voie haute vitesse qu'aux voies basse vitesse qui ont effectivement quelque chose à transmettre.

## Usages

### Usages en télécommunication
Le multiplexage a été utilisé par France Telecom/Orange , pour transporter plusieurs lignes sur une même ligne téléphonique. Les lignes multiplexées ne sont pas éligibles à l'ADSL tant qu'elles n'ont pas été démultiplexées.
France Telecom était tenue d'offrir à ses abonnés un service téléphonique, mais n'est pas tenue d'offrir des lignes démultiplexées. Le démultiplexage nécessiterait la pose de nombreux kilomètres de lignes téléphoniques coûteuses pour l'opérateur qui les installerait, par exemple France Telecom.
De ce fait, trois pour cent de la population française n'avait pas accès à l'ADSL en 2012 et devait se tourner vers d'autres solutions comme le satellite.
On peut résoudre ce problème dû au multiplexage en installant un équipement qui efface les zones blanches de l'ADSL.

### Autres usages
Le multiplexage temporel a commencé à être utilisé dans les avions, pour que chaque passager puisse commander sa propre lampe sans qu'on relie chaque interrupteur de chaque passager à chaque commutateur de lampe. C'est ce multiplexage qui introduit souvent un petit délai entre le moment où on presse l'interrupteur et celui où la lampe s'allume (cela aurait été instantané si le commutateur avait été sur l'ampoule au lieu d'être dans le bras du fauteuil, mais aurait obligé le passager à lever le bras).
Le multiplexage électronique temporel est utilisé couramment aussi dans l'industrie automobile. Il consiste à faire passer un signal multiplexé par un fil, et l'alimentation électrique par un autre fil. Un démultiplexeur à l'autre extrémité se charge de rediviser le signal en autant de signaux indépendants. On utilise notamment le multiplexage pour la commande de tous les feux arrière par seulement ces deux fils. L'un des inconvénients de cette technique est que la perte de l'un des deux fils entraîne la panne de l'ensemble des feux arrière.
Dans les réseaux de téléphonie mobile, pour partager une bande de fréquence entre de nombreux utilisateurs, on utilise les trois types de multiplexage : le multiplexage fréquentiel (AMRF), le multiplexage temporel (AMRT) et le multiplexage par code (AMRC). Le multiplexage fréquentiel, alias spatial,  était déjà utilisé en téléphonie analogique. La norme GSM utilise le multiplexage fréquentiel et temporel. L'UMTS recourt au multiplexage par code; le LTE et le LTE Advanced (réseaux mobiles 4G) utilisent une combinaison sophistiquée de ces 3 techniques : l'OFDMA (Orthogonal Frequency Division Multiple Access).
Le multiplexage est aussi utilisé dans le domaine du spectacle. Notamment dans l'éclairage où il est utilisé pour la transmission de données via un câble DMX.
Dans le bâtiment le multiplexage peut être utilisé pour toutes les fonctions du logement : éclairage, volets roulants, chauffage, climatisation, visualisation des consommations, VMC, alarme intrusion, alarmes techniques, portiers audio ou vidéo, diffusion sonore … peuvent être automatisées séparément ou en scenario. Elles sont pilotées localement ou à distance.
Le principe du multiplexage dans le logement ou le bureau est de séparer le circuit en courant faible (12 volts) des commandes par Bus, du circuit en courant fort (230 volts) des actions nécessitant la puissance.
Les Bus sont ceux utilisés dans la bureautique ou l’industrie : RS-485, Ethernet, OneWire, etc. Conforme aux normes en vigueur, Câblage NF C 15-100, Carte CE.